# Vuggedød
Vuggedød er en betegnelse for pludselige, uventede og uforklarlige dødsfald blandt spædbørn i alderen fra en måned til et år. Begrebet er også kendt som pludselig uventet spædbarnsdød.

## Diagnose
Vuggedød er defineret ved dødsfald blandt spædbørn der ikke kan forklares hverken efter obduktion, efter undersøgelse af dødsfaldet eller på grund af barnets og familiens sygdomshistorie. Spædbarnet bliver oftest, men ikke altid, fundet død efter at have sovet. Det viser ikke tegn på at have haft smerter i dødsøjeblikket. Eftersom der ikke kan gives nogen forklaring på hvorfor barnet er dødt er det en meget traumatisk oplevelse for forældrene.

## Statistik og historik
Vuggedød er et forholdsvist nyt fænomen inden for lægevidenskaben. Dermed ikke sagt at fænomenet som sådan er nyt, blot at det før i tiden sandsynligvis er druknet i den høje spædbarnsdødelighed. Retsmedicineren Preben Geertinger skriver i sin erindringsbog "Af en retsmediciners bekendelser" at beskrivelser af vuggedød i obduktionsrapporter kunne findes tilbage til de første rapporter fra Retsmedicinsk Institut i 1911. Dengang var begrebet dog endnu ikke navngivet. I 1927 blev vuggedød anerkendt i England, mens for eksempel Sverige først anerkendte begrebet i 1960'erne.
I Danmark er udviklingen i vuggedødsfald faldet fra 1,5 – 2 promille om året i 1980'erne til under 0,5 promille i slutningen at 1990'erne. Det menes at skyldes at Sundhedsstyrelsen fra 1991 begyndte at anbefale at spædbørn skulle sove på ryggen.

## Risikofaktorer
Følgende faktorer menes at forøge risikoen for vuggedød. Det er dog stadig uklart hvor stor en indflydelse de enkelte faktorer har.
- Sovestilling på maven
- Blødt soveunderlag
- Flerlingsfødsler
- For tidlig fødsel
- Rygning under graviditeten
- Narkotikamisbrug under graviditeten
- Nitrogendioxid-forurening fra forbrændingsmotorer, brændeovne, petroleumsvarmere og gasvarmeovne.

Høje niveauer af nitrogendioxid mere end fordoblede risikoen for vuggedød, selv efter at medregne eksponering for tobaksrøg, viser forskning udført af Dr. H. Klonoff-Cohen, fra University of California.
Drenge er oftere udsat for vuggedød ligesom børn i alderen 2-4 måneder står for hovedparten af dødsfaldene. 90% af alle vuggedødstilfælde forekommer inden barnet fylder 6 måneder. Vuggedødsfald forekommer oftere om vinteren.

## Forebyggelse
Sundhedsstyrelsen har udarbejdet tre forebyggende råd:
1. Læg altid dit spædbarn til at sove på ryggen.
2. Ryg ikke under graviditeten – og udsæt ikke dit barn for tobaksrøg efter fødslen.
3. Undgå at dit barn får det for varmt, når det sover.

Derudover er der en række råd som blandt andet bliver anbefalet af organisationen for de amerikanske børnelæger: [kilde mangler]
- Sov i samme rum som dit barn, men ikke i samme seng. Dette råd er dog meget kontroversielt, idet ikke alle er enige. Forskning viser, at fællessovning kan have positive effekter over for vuggedød.[kilde mangler]
- Undgå alt for bløde madrasser, store tæpper og puder. De kan obstruere barnets vejrtrækning.
- Lad barnet sove med en sut. Når barnet bruger sut bliver luftvejene åbnet mere og søvnen lettere. Et barn der vågner hurtigere, kan muligvis komme ud af den farlige søvn.
- Am dit barnet hvis det er muligt. Amning menes at have en positiv effekt på luftvejene og
- Giv aldrig dit spædbarn honning. Honning indeholder bakterier, der kan give pølseforgiftning, der muligvis er forbundet med vuggedød.
- Undgå ophold og parkering ved trafikerede veje samt nær brændeovn og grill-røg.